# Lokalbahn Bisenz–Gaya
Die Lokalbahn Bisenz–Gaya war eine staatlich garantierte Lokalbahn auf dem Gebiet des heutigen Tschechien. Sie verlief in Mähren von Bisenz (heute: Bsenec) nach Gaya (heute: Kyjov).

## Geschichte
Die Konzession „zum Baue und Betriebe einer als normalspurige Localbahn herzustellenden Locomotiveisenbahn von der Station Bisenz der a. priv. Kaiser Ferdinands-Nordbahn über Stadt Bisenz und Wrazow nach Gaya“ erhielt Oscar Baron Lazarini am 13. August 1883. Teil der Konzession war die Verpflichtung, den Bau der Strecke sofort zu beginnen und „binnen einem und einem halben Jahre“ fertigzustellen. Die Konzessionsdauer war auf 90 Jahre festgesetzt.
Bereits während des Baues war vom österreichischen Saat das Projekt einer Böhmisch-Mährischen Transversalbahn von Westböhmen bis zur ungarischen Grenze am Wlarapass konzipiert wurden. Für den Abschnitt von Brünn bis zur Landesgrenze interessierte sich die Österreichisch-ungarische Staatseisenbahngesellschaft (StEG), die dafür am 22. Oktober 1884 die   Konzession erhielt. Für das östliche Teilstück Brünn–Wlarapass war dabei von vornherein die Einbeziehung der noch im Bau befindlichen Lokalbahn Bisenz–Gaya vorgesehen. Oscar Baron Lazarini erhielt daher am 26. März 1884 die Aufforderung des Handelsministeriums, sich mit der StEG bezüglich einer käuflichen Übernahme der Strecke zu einigen. Am 1. Juli 1884 ging die noch unvollendete Lokalbahn Bisenz–Gaya zusammen mit der Lokalbahn Klein Schwechat–Mannersdorf bei Wien an die StEG über.
Der Bau der Lokalbahn Bisenz–Gaya erforderte insbesondere zwischen Bisenz und Bisenz Stadt und am Rochusberg kurz vor Gaya größere Erdbewegungen, dort befand sich auch mit 12 Promille die größte Steigung der Strecke. Am 20. Juli 1884 wurde sie eröffnet.
Die Strecke von Brünn bis zum Wlarapass wurde am 10. Oktober 1887 zwischen Brünn und Gaya und am 4. Juni 1887 zwischen Bisenz Stadt und Kunowitz in Betrieb genommen. Die Lokalbahn Bisenz–Gaya bestand fortan als eigener Verwaltungskörper weiter, da die am 13. August 1883 für Oscar Baron Lazarini ausgestellte Konzession weiter ohne Einschränkungen in Kraft blieb.
Am 15. Oktober 1909 wurde die StEG rückwirkend zum 1. Januar 1908 verstaatlicht. Die Bahnstrecke Brünn–Wlarapass und damit auch die Lokalbahn Bisenz–Gaya gehörten fortan zum Netz der k.k. Staatsbahnen (kkStB).
Die Strecke besteht noch. Sie wird heute vom staatlichen tschechischen Eisenbahninfrastrukturunternehmen Správa železniční dopravní cesty (SŽDC) verwaltet. Der Abschnitt von Bisenz nach Bisenz Stadt ist administrativ Teil der Bahnstrecke Bzenec–Moravsky Písek, die restliche Strecke gehört zur Bahnstrecke Brno–Vlárský průsmyk.

## Lokomotiven

StEG 200.01 (nach 1897)

Oscar Baron Lazarini bestellte für die Lokalbahn zwei zweifachgekuppelte Tenderlokomotiven bei der Maschinenfabrik Christian Hagans in Erfurt, die im August 1884 an die StEG ausgeliefert wurden. Die StEG setzte sie später mit den Bahn-Nummern 203 und 204 (ab 1897: 200.01 und 200.02) auf der Lokalbahn Klein Schwechat–Mannersdorf ein. Nach Übernahme durch die kkStB wurden sie bis 1913 ausgemustert.